# Lista över fornlämningar i Kristianstads kommun (Kristianstad)
Lista över fornlämningar i Kristianstads kommun (Kristianstad) är en förteckning av ett urval av de fornlämningar som finns i Kristianstad i Kristianstads kommun.
| Namn                                           | Lämningstyp             | Tillkomsttid | Historisk indelning | Plats             | Läge                 | ID-nr          | Bild                                      |
| ---------------------------------------------- | ----------------------- | ------------ | ------------------- | ----------------- | -------------------- | -------------- | ----------------------------------------- |
| Kristianstad 103:1                             | Fästning/skans          |              | Kristianstad, Skåne |                   | 56.046776, 14.134888 | 10107701030001 | Ladda upp en bild av detta fornminne      |
| Utanverken, N Vallgraven (Kristianstad 110:1)  | Stadsbefästning         |              | Kristianstad, Skåne |                   | 56.035387, 14.154786 | 10107701100001 | Ladda upp en bild av detta fornminne      |
| Gullhögen (Kristianstad 201:1)                 | Hög                     |              | Kristianstad, Skåne |                   | 55.986596, 14.125233 | 10107702010001 | Ladda upp en bild av detta fornminne      |
| Norra Åsumstenen / DR 347 (Kristianstad 203:1) | Runristning             |              | Kristianstad, Skåne | Norra Åsums kyrka | 55.989549, 14.151043 | 10107702030001 | Ladda upp en till bild av detta fornminne |
| Skansen (Kristianstad 204:1)                   | Fästning/skans          |              | Kristianstad, Skåne |                   | 55.989307, 14.149265 | 10107702040001 | Ladda upp en bild av detta fornminne      |
| Kristianstad 205:1                             | Hög                     |              | Kristianstad, Skåne |                   | 55.977098, 14.140264 | 10107702050001 | Ladda upp en bild av detta fornminne      |
| Kristianstad 205:2                             | Hög                     |              | Kristianstad, Skåne |                   | 55.976816, 14.140612 | 10107702050002 | Ladda upp en bild av detta fornminne      |
| Kristianstad 205:3                             | Hög                     |              | Kristianstad, Skåne |                   | 55.976498, 14.140249 | 10107702050003 | Ladda upp en bild av detta fornminne      |
| Domarringen (Kristianstad 206:1)               | Stensättning            |              | Kristianstad, Skåne |                   | 55.963943, 14.144403 | 10107702060001 | Ladda upp en bild av detta fornminne      |
| Kristianstad 208:1                             | Hällristning            |              | Kristianstad, Skåne |                   | 55.967385, 14.144941 | 10107702080001 | Ladda upp en bild av detta fornminne      |
| Kristianstad 210:1                             | Begravningsplats        |              | Kristianstad, Skåne |                   | 55.993657, 14.151112 | 10107702100001 | Ladda upp en bild av detta fornminne      |
| Lillöhus slottsruin (Kristianstad 215:1)       | Borg                    |              | Kristianstad, Skåne |                   | 56.037978, 14.122789 | 10107702150001 | Ladda upp en till bild av detta fornminne |
| Härlövs borg (Kristianstad 217:1)              | Borg                    |              | Kristianstad, Skåne |                   | 56.030655, 14.127409 | 10107702170001 | Ladda upp en bild av detta fornminne      |
| Kristianstad 219:1                             | Hög                     |              | Kristianstad, Skåne |                   | 55.980270, 14.144768 | 10107702190001 | Ladda upp en bild av detta fornminne      |
| Kristianstad 220:1                             | Hög                     |              | Kristianstad, Skåne |                   | 55.978954, 14.141577 | 10107702200001 | Ladda upp en bild av detta fornminne      |
| Kristianstad 238:1                             | Hällristning            |              | Kristianstad, Skåne |                   | 55.972536, 14.153251 | 10107702380001 | Ladda upp en bild av detta fornminne      |
| Kristianstad 307                               | Grav- och boplatsområde |              | Kristianstad, Skåne |                   | 56.023598, 14.108391 | 12000000069295 | Ladda upp en bild av detta fornminne      |
| Kristianstad 313                               | Gravfält                |              | Kristianstad, Skåne |                   | 56.024200, 14.112285 | 12000000097633 | Ladda upp en bild av detta fornminne      |